# اندلس (کویت)
شهر اندلس  (به عربی: الأندلس) در استان فروانیه در کشور کویت واقع شده‌است. جمعیت این شهر ۳۰٫۱۷۹ نفر است.